# Phygadeuon varicornis
Phygadeuon varicornis là một loài tò vò trong họ Ichneumonidae.